# Else Kolshorn
Clara Maria Elsbeth „Else“ Kolshorn (* 10. Oktober 1873 in Berlin; † 11. Juni 1962 in Berlin-Steglitz) war eine deutsche Gewerkschafterin. Sie war Mitbegründerin des Verband der Deutschen Reichs-Post- und Telegrafenbeamtinnen und zwischen 1925 und 1931 dessen Vorsitzende.

## Leben

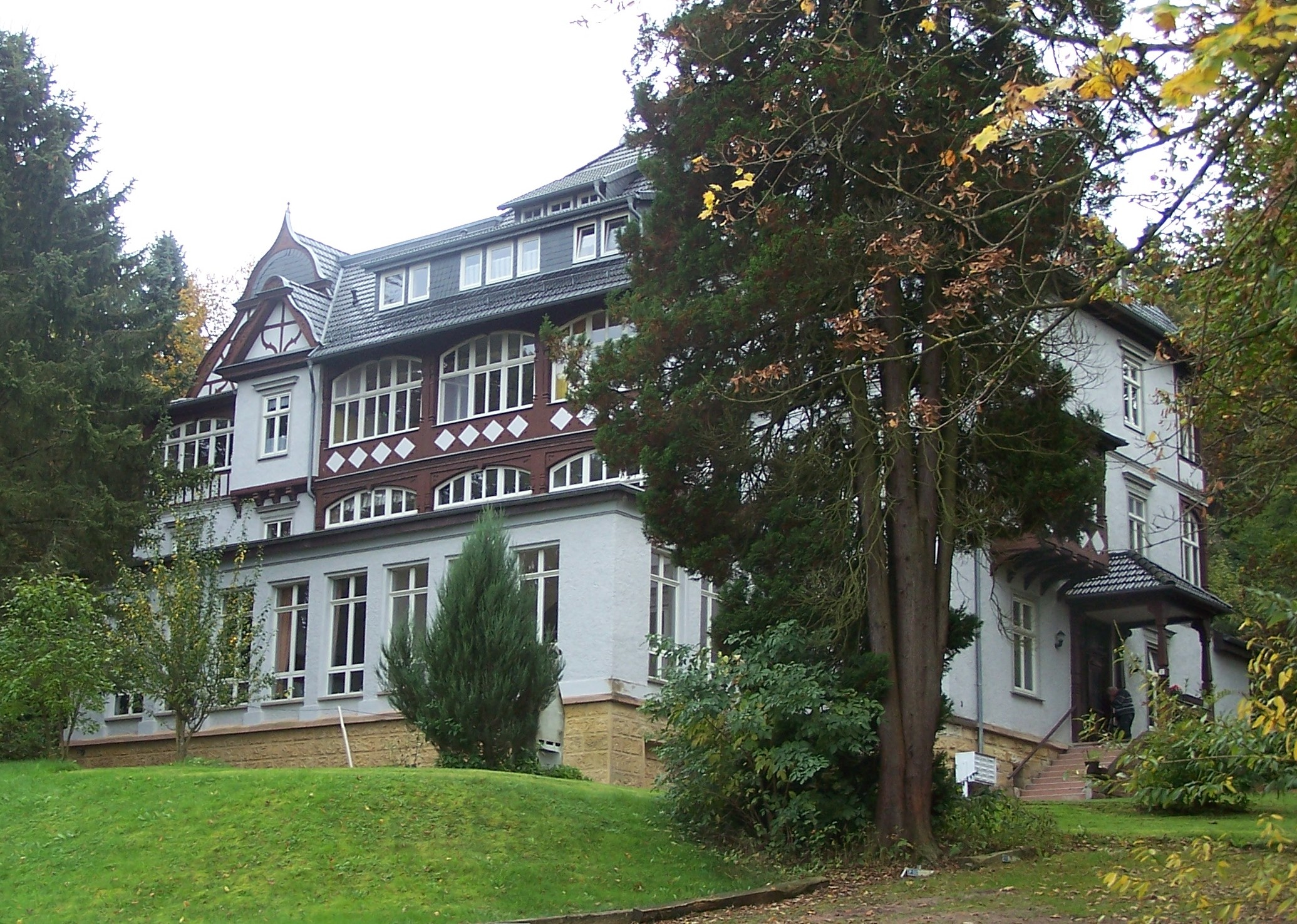
Das ehemalige Erholungsheim für Post- und Telegrafenbeamtinnen Else-Kolshorn-Haus in Bad Liebenstein

Kolshorn wurde am 10. Oktober 1873 in Berlin als erstes Kind von Georg Kolshorn und seiner Ehefrau Klara Jurchen geboren. Ab 1898 war sie als Postgehilfin im Fernmeldedienst tätig. Während der Ersten Frauenbewegung gründete sie mit weiteren Frauen den Verband der deutschen Post- und Telegraphenbeamtinnen. In den 1920er Jahren wurde Kolshorn Mitglied der Internationalen Vereinigung der Postbeschäftigten (IPTT) und gehörte als einzige Frau deren siebenköpfigem Vollzugsausschuss an. Außerdem war sie Mitglied des Verwaltungsrates der Deutschen Post und Vorsitzende der Sektion Berufstätiger im Bund deutscher Frauenvereine.
1925 stieg Kolshorn zur Telegrafensekretärin auf, 1931 wurde sie zur Obertelegrafensekretärin.
Zwischen 1917 und 1929 verfasste sie für den Verband der deutschen Reichs-Post- und Telegraphenbeamtinnen drei Denkschriften.
Im Zuge des 1933 erlassenen Gesetzes zur Wiederherstellung des Berufsbeamtentums der NSDAP wurde Kolshorn entlassen und zwangspensioniert. Infolgedessen trat sie dem Berliner Frauenbund bei und half bei der Gründung der Deutschen Postgewerkschaft.
Else Kolshorn starb am 11. Juni 1962 im Alter von 88 Jahren in ihrer Heimatstadt und fand ihre letzte Ruhestätte auf dem Sophienfriedhof in Ost-Berlin.

## Ehrungen
Das im Jahr 1920 eröffnete Erholungsheim für Post- und Telegrafenbeamtinnen im thüringischen Bad Liebenstein, heute ein Sanatorium, trug in jener Zeit den Namen Else-Kolshorn-Haus.
Für ihre Leistungen erhielt Kolshorn 1953 die Goldene Ehrennadel der Deutschen Postgewerkschaft, 1958 die Helene-Lange-Plakette des Bundes deutscher Frauenvereine. Am 11. November 1958 erhielt Kolshorn das Bundesverdienstkreuz.

## Schriften
- Else Kolshorn: Die Frau in der Post- und Telegraphenverwaltung von 1864 bis 1917. Verband der Deutschen Reichs-, Post- und Telegraphenbeamtinnen, Berlin 1917.
- Else Kolshorn: Bericht über Personalfragen bei Umwandlung des Ortsfernsprechbetriebes in den Selbstanschlussbetrieb. Wien 1926.
- Else Kolshorn, Gertrud Thieme: Abfindung für weibliche Beamte beim Ausscheiden wegen Heirat. Verband der deutschen Reichs-, Post- und Telegraphenbeamtinnen, Berlin 1929.